# Н’Кололо, Жордан
Микаэль Жордан Н’Кололо (англ. Michaël Jordan N’Kololo; 9 ноября 1992, Кретей, Франция) — французско-конголезский футболист, полузащитник клуба «Аль-Шайб».

## Карьера
Н’Кололо начал свою карьеру в «Шатору» и 31 августа 2012 года дебютировал в матче против «Генгама», выйдя на замену вместо Йохана Откера. Он провёл в общей сложности три матча за «Шатору», в то же время за резервную команду сыграл двадцать матчей и забил шесть голов, в том числе один в своем дебютном матче против «Ла Флеш». В 2013 году он покинул клуб.
Н’Кололо в 2013 году перешёл в «Клермон». В сезоне 2013/14 был основным игроком команды, сыграв 32 матча в лиге, забив один гол и отдав четыре передачи. В 2015 году покинул «Клермон» и за два сезона принял участие в пятидесяти матчах Лиги 2.
Он перешёл в клуб Лиги 1 «Кан» перед сезоном 2015/16. Он сыграл 16 матчей в своём первом сезоне за клуб.
В 2020 году играл за латвийский клуб «Рига». Вместе с «Ригой» стал чемпионом Латвии.
В 2021 году подписал контракт с клубом «Судува». 2 августа 2021 года он забил первый гол за новую команду в чемпионате против «Кауно Жальгирис».
В 2022 году перешёл в казахстанский клуб «Кызыл-Жар».
За сборную ДР Конго сыграл 6 матчей и забил два мяча.

## Достижения
«Рига»
- Чемпион Латвии: 2020

## Клубная статистика
| Игровая карьера | Игровая карьера | Игровая карьера | Лига | Лига | Кубок | Кубок | Межд. | Межд. | Др. | Др. |
| --------------- | --------------- | --------------- | ---- | ---- | ----- | ----- | ----- | ----- | --- | --- |
| 2020/21         | Волынь          | Б               | 6    | 1    | —     | —     | —     | —     | —   | —   |
| 2021            | Судува          | А               | 16   | 7    | 1     | 0     | 4     | 0     | —   | —   |
| 2022            | Кызыл-Жар       | А               | —    | —    | —     | —     | —     | —     | —   | —   |